# Classe Claud Jones
La classe Claud Jones fu una classe di cacciatorpediniere di scorta della United States Navy, composta da quattro unità entrate in servizio tra il 1958 e il 1960.
I Claud Jones furono fondamentalmente una versione rivista e con propulsione basata su motori diesel della precedente classe Dealey di cacciatorpediniere di scorta, secondo un progetto ottimizzato per essere economicamente e rapidamente realizzato in grandi numeri in caso di conflitto su vasta scala. Il risultato fu tuttavia un'unità più lenta e meno armata dei precedenti Dealey, non considerata come particolarmente riuscita come efficiente unità anti-sommergibili, e la costruzione venne fermata dopo appena quattro unità per portare a una rivisitazione più radicale del progetto.
Dopo appena quindi anni di servizio con la U.S. Navy, tutte le unità della classe vennero vendute all'Indonesia entro il 1974, entrando in servizio con la Tentara Nasional Indonesia Angkatan Laut; le unità sono state infine radiate dai ranghi tra il 2003 e il 2005.

## Caratteristiche

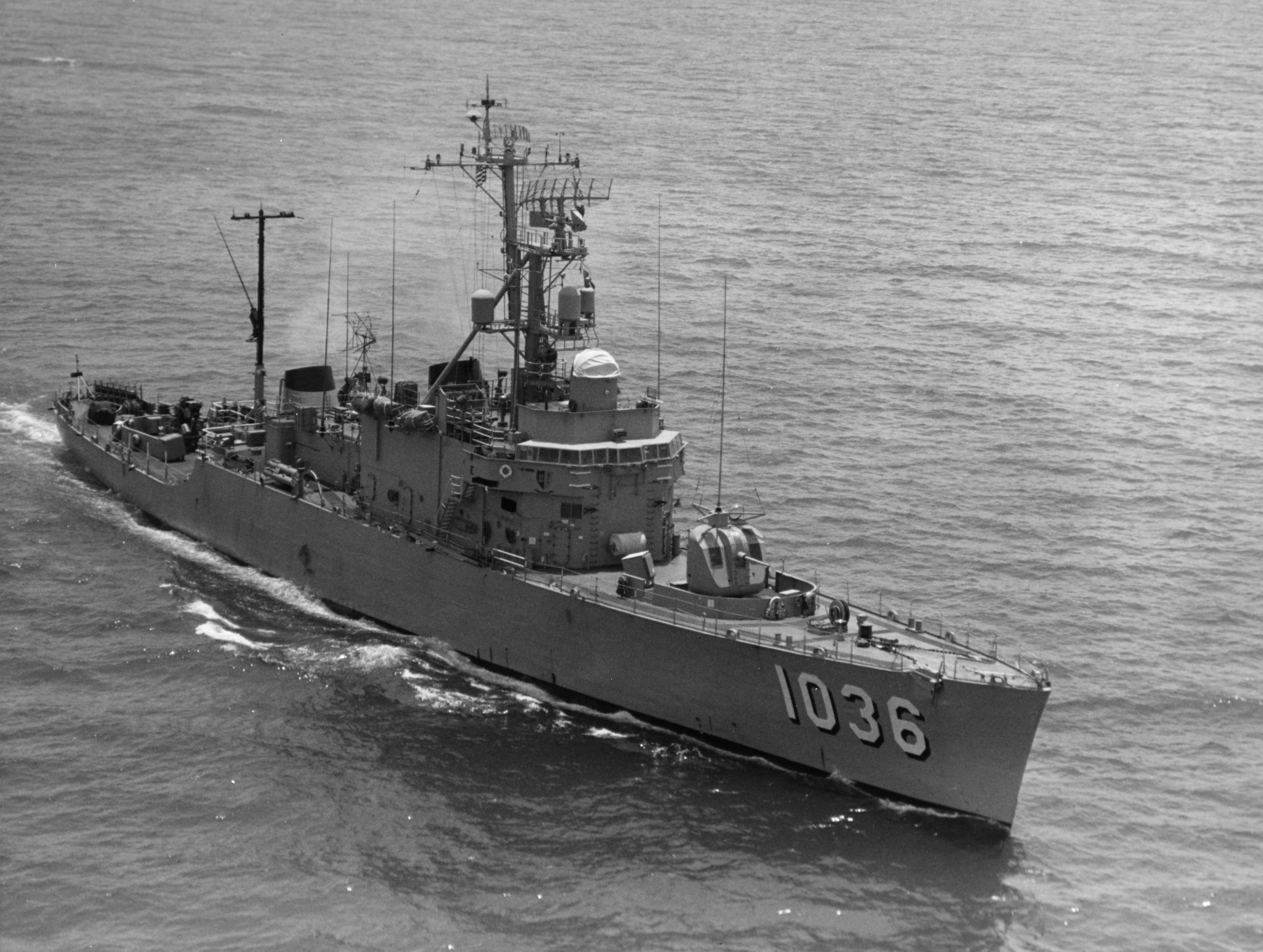
Il McMorris in navigazione nel 1968

Il progetto della classe, designato come SCB 131, prevedeva la realizzazione di un'unità per la lotta antisommergibile dai costi contenuti e potenzialmente in grado di essere costruita velocemente e in grandi numeri in caso di una rapida mobilitazione in vista di un conflitto su vasta scala. La classe non venne tuttavia benne accolta e i progettisti ricevettero l'ordine di stilare un progetto del tutto nuovo, che avrebbe portato quindi alle successive fregate della classe Bronstein.
I Claud Jones avevano un dislocamento standard di 1314 tonnellate, che saliva a 1916 tonnellate a pieno carico (secondo altra fonte i valori era rispettivamente di 1470 e 1780 tonnellate). I cacciatorpediniere avevano uno scafo dalla lunghezza di 91,7 metri al galleggiamento e di 95,1 metri fuori tutto, con una larghezza massima di 11,6 metri e un pescaggio di 3,9 metri. Le sovrastrutture erano realizzate in alluminio, con un albero a tripode verso prua e un albero secondario a poppa, intervallati da due fumaioli.
Seguendo le linee guida fornite loro, i progettisti scelsero un apparato propulsivo basato su due eliche azionate da motori diesel per massimizzare il contenimento dei costi di realizzazione. I Claud Jones montavano quattro motori diesel Fairbanks Morse 38ND8 capaci di una potenza di 9 200 shp (6 900 kW), che garantivano una velocità massima di 22 nodi (41 km/h) e un'autonomia di 7000 miglia nautiche alla velocità di crociera di 12 nodi (12964 km a 22 km/h).
Le unità erano inizialmente armate con due cannoni da 76 mm, collocati singolarmente in una torretta chiusa a prua e in un impianto aperto scudato a poppa. Come armamento anti-sommergibili, le unità portavano due mortai tipo "porcospino", due tubi lanciasiluri fissi da 324 mm per il lancio di ordigni tipo Mk 32, e una rastrelliera per bombe di profondità a poppa; i tubi lanciasiluri fissi furono poi rimossi e sostituiti da due impianti tripli dello stesso calibro. Nel 1961 il Charles Berry e McMorris ricevettero un sistema Terne III di progettazione norvegese per il lancio di cariche di profondità tramite razzi; dopo il passaggio alla Marina indonesiana, il Samadikun (ex John R. Perry) e il Martadinata (ex Charles Berry) smontarono uno dei cannoni da 76 mm per rimpiazzarlo con un impianto binato di cannoni da 37 mm e un impianto binato di mitragliere da 25 mm di costruzione sovietica, mentre il Monginsidi (ex Claud Jones) e il Ngurah Rai (ex McMorris) mantennero entrambi i cannoni da 76 mm ma si videro aggiungere all'armamento un impianto binato di mitragliere da 25 mm.
I Claud Jones furono inizialmente equipaggiati con un sonar a profondità variabile, con impianti radar tipo AN/SPS-10 e AN/SPS-6 e con un sonar a scafo tipo SQS-29/32; l'impianto sonar a profondità variabile fu in seguito rimosso. L'equipaggio delle unità ammontava a 175 uomini, tra cui 15 ufficiali e 160 sottufficiali e marinai.

## Unità
| Nome              | Costruttore       | Impostazione     | Varo           | Entrata in servizio | Destino finale                                                                                       |
| ----------------- | ----------------- | ---------------- | -------------- | ------------------- | --- |
| USS Claud Jones   | Avondale Shipyard | 1º giugno 1957   | 27 maggio 1958 | 16 novembre 1958    | Venduto il 16 dicembre 1974 all'Indonesia e rinominato KRI Monginsidi, radiato dal servizio nel 2003 |
| USS John R. Perry | Avondale Shipyard | 1º ottobre 1957  | 29 luglio 1958 | 12 gennaio 1959     | Venduto il 20 February 1973 all'Indonesia e rinominato KRI Samadikun, radiato dal servizio nel 2003  |
| USS Charles Berry | Avondale Shipyard | 3 settembre 1957 | 17 marzo 1959  | 25 novembre 1960    | Venduto il 31 gennaio 1974 all'Indonesia e rinominato KRI Martadinata, radiato dal servizio nel 2005 |
| USS McMorris      | Avondale Shipyard | 1º ottobre 1957  | 26 maggio 1959 | 4 marzo 1960        | Venduto il 16 dicembre 1974 all'Indonesia e rinominato KRI Ngurah Rai, radiato dal servizio nel 2003 |